# تورولد
گیلبرت فیلتز تورولد (Gilbert fitz Turold) زمین‌دار انگلیسی-نرماندی سدهٔ یازدهم میلادی بود که نامش در کتاب روز رستاخیز به عنوان شخصی که دارایی‌اش به‌طور گسترده تا شش ایالت کشیده شده بود، آمده‌است. او در هیرفوردشیر شخصیت مهمی بود ولی این گونه به نظر می‌رسد که جایگاه و زمین‌هایش را پس از درگیری در شورش ۱۰۸۸ در برابر ویلیام دوم پادشاه انگلستان از دست می‌دهد.